# Beat Seitz
Beat Seitz (* 28. Oktober 1973) ist ein ehemaliger Schweizer Bobsportler.
Seitz nahm an den Olympischen Winterspielen 1998 in Nagano teil, wo er im Team mit Marcel Rohner, Markus Nüssli und Markus Wasser die Silbermedaille erringen konnte.

## Erfolge
- Olympiazweiter Nagano 1998
- Europameister Viererbob 1997
- Schweizer Meister Viererbob 1997
- Schweizer Meister Zweierbob 1995